# Université Clarke
L'université Clarke (en anglais : Clarke University) est une université privée américaine située à Dubuque dans l'Iowa. Elle porte le nom de la Mère  Mary Frances Clarke (en). Mary Kenneth Keller a enseigné dans cette université. 

## Source
- (en) Cet article est partiellement ou en totalité issu de l’article de Wikipédia en anglais intitulé « Clarke University » (voir la liste des auteurs).